# Satellite (Harry Styles-dal)
A Satellite Harry Styles angol énekes dala Harry’s House című harmadik stúdióalbumáról, amelynek negyedik kislemezeként jelent meg 2023. május 3-án az Erskine és a Columbia Records kiadókon keresztül, egy videóklippel együtt. A dalt Styles, Kid Harpoon és Tyler Johnson szerezte, utóbbi kettő producerei is voltak.

## Videóklip

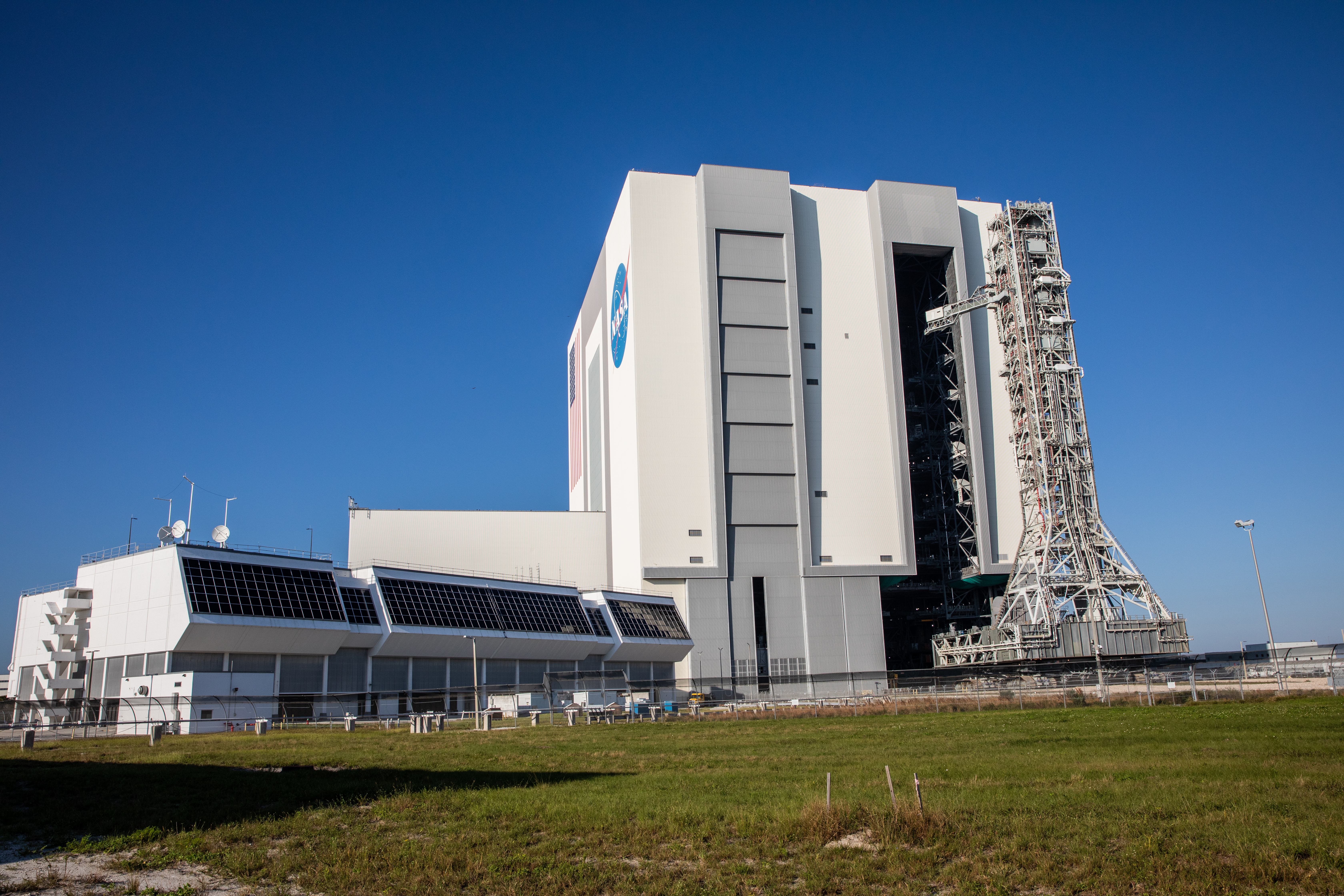
A Kennedy Űrközpont VAB épülete, amely előtt véget ér a videóklip

2023. április 30-án Styles kiadott három posztert, ami a Satellite videóklipjét népszerűsítette, és egy robot volt középpontjában. A videóklip, amelyet Aube Perrie rendezett, egy Stomper nevű (Styles Satellite Stomps tánclépéseiről elnevezve) porszívóról szól, aki Styles koncertjén dolgozik a Kia Forumban, Inglewoodban. A videó elején Stomper egy filmet néz, amelyet Brian Cox narrál, a Curiosity nevű marsjáró egyedüllétéről a bolygón. Azt követően, hogy feltakarítja a stadiont és megnézi, ahogy Styles és együttese felkészül a koncertre, Stomper felszökik a színpadra, hogy közelebb lehessen az énekeshez, miközben az énekel. Egy biztonsági őr végül eltávolítja, amelyet követően Stomper elhagyja a stadiont, és esős tájakon, majd a Grand Canyon Nemzeti Parkon, illetve Los Angelesen halad át, a marsjáróra gondolva. A videó végén Styles és a robot ismét találkoznak, és egy réten fekve nézik a csillagokat. Miközben Stomper akkumulátora lemerül, kiderül, hogy a NASA VAB összeszerelője előtt fekszenek, a Kennedy Űrközpontban.
Ez volt a második alkalom, hogy Styles és Perrie együtt dolgoztak, az utóbbi a Music for a Sushi Restaurant kislemez videóklipjét is rendezte a Harry’s House albumról. A videót többen is hasonlították a Pixar WALL·E című filmjéhez. A videó megjelenése után a Curiosity hivatalos Twitter-fiókja is hozzászólt a kliphez egy képpel, azt írva, hogy „Tisztelet, hogy mindenhol inspiráció vagyok a robotoknak.”

## Slágerlisták
| Slágerlista (2022–2023)                 | Legmagasabb pozíció |
| --------------------------------------- | ------------------- |
| Ausztrália (ARIA)                       | 10                  |
| Ausztria (Ö3 Austria Top 40)            | 60                  |
| Csehország (Singles Digitál Top 100)    | 31                  |
| Dél-Afrika (TOSAC)                      | 50                  |
| Egyesült Királyság (UK Singles Chart)   | 18                  |
| Franciaország (Single Top 100)          | 179                 |
| Global 200 (Billboard)                  | 18                  |
| Görögország (IFPI Greece International) | 23                  |
| Hollandia (Single Top 100)              | 49                  |
| Izland (Tónlistinn)                     | 25                  |
| Írország (IRMA)                         | 6                   |
| Írország (Billboard Ireland Songs)      | 11                  |
| Kanada (Canadian Hot 100)               | 18                  |
| Kanada CHR/Top 40 (Billboard)           | 47                  |
| Kanada Hot AC (Billboard)               | 29                  |
| Litvánia (AGATA)                        | 20                  |
| Norvégia (VG-lista)                     | 34                  |
| Portugália (AFP Top 100 Singles)        | 21                  |
| San Marino (SMRRTV Top 50)              | 15                  |
| Svédország (Sverigetopplistan)          | 50                  |
| Szlovákia (Rádio Top 100)               | 22                  |
| US Billboard Hot 100                    | 21                  |
| US Adult Top 40 (Billboard)             | 20                  |
| US Mainstream Top 40 (Billboard)        | 26                  |
| Új-Zéland (Recorded Music NZ)           | 30                  |

## Minősítések
| Régió                                                            | Minősítés  | Eladott példányszám |
| ---------------------------------------------------------------- | ---------- | ------------------- |
| Ausztrália (ARIA)                                                | platina    | 70 000‡             |
| Brazília (Pro-Música Brasil)                                     | 2× platina | 80 000‡             |
| Egyesült Államok (RIAA)                                          | platina    | 1 000 000‡          |
| Egyesült Királyság (BPI)                                         | platina    | 600 000‡            |
| Kanada (Music Canada)                                            | platina    | 80 000‡             |
| Lengyelország (ZPAV)                                             | arany      | 10 000‡             |
| Portugália (AFP)                                                 | arany      | 5 000‡              |
| Spanyolország (PROMUSICAE)                                       | arany      | 20 000‡             |
| Új-Zéland (RMNZ)                                                 | arany      | 15 000‡             |
| ‡ Eladási+streaming példányszámok kizárólag a minősítés alapján. |            |                     |

## Kiadások
| Régió            | Dátum           | Formátum(ok)        | Kiadó    | For.   |
| ---------------- | --------------- | ------------------- | -------- | ------ |
| Olaszország      | 2023. május 5.  | rádió airplay       | Sony     | [ 2 ]  |
| Egyesült Államok | 2023. május 16. | kortárs slágerrádió | Columbia | [ 40 ] |